# Stephen Hendry
Pour les articles homonymes, voir Hendry.
Stephen Gordon Hendry, né le 13 janvier 1969, est un joueur écossais de snooker qui a commencé sa carrière professionnelle à 16 ans et 3 mois après avoir été champion d’Écosse amateur à quinze ans.
Hendry possède l'un des plus beaux palmarès de l'histoire de son sport, qu'il a forgé essentiellement pendant les années 1990. Il a gagné sept fois le championnat du monde (1990, 1992-1996 et 1999), cinq fois le championnat du Royaume-Uni (1990-1991 et 1994-1996) et six fois le Masters (1989-1993 et 1996). Hendry compte au total 36 victoires dans des tournois comptant pour le classement, ainsi que 39 titres dans des tournois sans points de classement. Hendry a occupé la première place mondiale pendant neuf saisons consécutives, une performance qu'il est le seul à avoir réalisé. Il se distingue également comme un spécialiste des constructions de breaks avec ses 777 centuries en carrière. Par ailleurs, il a réussi à onze reprises un break maximal de 147 points dans sa carrière professionnelle, il est donc le troisième joueur qui en a réussi le plus dans une carrière (derrière Ronnie O'Sullivan et John Higgins).
Tous ces chiffres exceptionnels font qu'il est considéré comme étant l'un des meilleurs joueurs de tous les temps. D'ailleurs, il passe pour avoir le jeu le plus complet depuis Steve Davis, actuel chroniqueur à la BBC, et a été élu à 7 reprises par ses pairs comme le meilleur joueur de l'année. Hendry se retire du jeu professionnel en 2012, après une défaite en quarts de finale des championnats du monde contre son compatriote Stephen Maguire. Après sa carrière, il devient consultant pour la BBC Sport et ITV. En 2020, il relance soudainement sa carrière. Après quatre saisons n'étant pas à la hauteur de ses espérances, l'Écossais met définitivement fin à sa carrière.
Il est surnommé le Golden Boy, le Maestro, The Ice Man ou encore la Rolls du Snooker, en référence à son palmarès prodigieux.

## Biographie
Hendry est né à South Queensferry, West Lothian, a grandi à Gorgie, Edimbourg, puis à Dalgety Bay, Fife, où il a fréquenté le lycée Inverkeithing. Il est ensuite retourné à South Queensferry à l'âge de quatorze ans, et a d'ailleurs vécu dans un appartement de Queensferry au début de sa carrière professionnelle.
Il a rencontré sa future femme Mandy Tart dans un camp de vacances de Pontins à l'âge de 16 ans. Le couple s'est marié en 1995 et s'est installé à Auchterarder. Ils ont deux fils, Blaine (né en 1996) et Carter (né en 2004). En 2014, Hendry a quitté sa femme après 19 ans de mariage et s'est installé en Angleterre pour poursuivre une relation avec l'artiste et actrice Lauren Thundow, âgée de 26 ans, qu'il avait rencontrée l'année précédente lors d'un événement de snooker,.
Professionnel dès 1985, il grave son empreinte au snooker à jamais, remportant un total de 36 tournois classés, dont sept titres de champion du monde. Également vainqueur du Masters de snooker à six reprises, il compte 18 victoires sur les tournois de la triple couronne. Cette régularité lui vaut la réputation de « joueur des années 1990 », lui qui a été numéro un mondial pendant neuf saisons, dont huit consécutives (de 1990 à 1998). Il est aussi un grand exemple de longévité ; il passe 23 saisons dans le top 16 du classement mondial, avant de se retirer du jeu en 2012.
Il est passionné de poker et de football.
À son retour en Écosse après l'Open de Thaïlande en septembre 2003, Hendry a cassé sa queue de billard. Cette queue, qu'il possédait depuis l'âge de 14 ans, l'ayant achetée pour 40 livres sterling, était celle qu'il avait utilisée pour remporter ses sept titres mondiaux. Depuis les attentats du 11 septembre 2001, les joueurs de snooker sont tenus de placer leur queue dans les soutes des avions, où elle est susceptible d'être endommagée.
Malgré son retrait du jeu en 2012, Stephen Hendry continue de s'investir dans sa discipline, commentant très régulièrement les matchs sur les antennes de la BBC et de ITV.
Il joue encore au snooker sur la tournée mondiale seniors. En 2020, il explique vouloir peut-être envisager un retour à la compétition sur le circuit de snooker professionnel.

## Carrière

### Des débuts prometteurs (1983-1989)

#### Des juniors au circuit professionnel (1983-1986)
Chez les jeunes, Hendry remporte le championnat d'Écosse (catégorie des moins de seize ans). Il remporte également ce tournoi chez les séniors à deux reprises, en 1984 et en 1985. Après son deuxième titre, il lance une carrière professionnelle, alors qu'il vient tout juste de fêter son seizième anniversaire.
Sa première saison au niveau professionnel est relativement discrète dans les principaux tournois, même s'il réussit l'exploit de se qualifier au championnat du monde à sa première participation, après s'être difficilement sorti du tournoi de qualification (deux victoires en manche décisive sur trois matchs disputés). Hendry reste le plus jeune joueur à s'être qualifié pour un championnat du monde (17 ans et 3 mois). Il y affronte le 11e joueur mondial, Willie Thorne, et s'incline sur le score serré de 10-8,. Par ailleurs, Hendry a remporté au cours de cette saison le premier titre de sa carrière professionnelle ; le championnat d'Écosse.

#### L'ascension (1987-1989)
Lors de la saison suivante, Hendry réalise sa première demi-finale d'un tournoi comptant pour le classement, à l'occasion du Classique, mais s'incline sèchement contre Steve Davis (9-3). Il fait à nouveau parler de lui au championnat du monde, atteignant pour la première fois les quarts de finale. Comme l'année passée, il doit passer par les qualifications, étant encore classé en dehors du top 16 mondial. Il prend ensuite sa revanche sur Willie Thorne, étant le plus jeune joueur de l'histoire à gagner un match dans le tableau final, puis se défait de Steve Longworth, lui aussi issu des qualifications. En quart de finale, il est battu par un ancien vainqueur, Joe Johnson, au terme de la manche décisive. Johnson échouera ensuite en finale. Ces résultats convaincants lui permettent de terminer la saison à la 23e place mondiale. Par ailleurs, il renouvelle son titre au championnat d'Écosse.
En 1987-1988, Hendry poursuit son ascension et remporte ses premiers titres en tournoi classé ; le Grand Prix et l'Open de Grande-Bretagne. En finale du premier tournoi, il domine Dennis Taylor, alors que dans le second, il étrille Mike Hallett, 13-2. Hendry se montre aussi performant dans les tournois moins importants, remportant le Masters d'Australie à nouveau contre Hallett et un troisième championnat d'Écosse. Il échoue également en finale du Masters de Hong Kong de la ligue, à chaque fois contre Steve Davis. Au classement de fin de saison, le joueur écossais progresse au 4e rang mondial.
La saison suivante est un peu plus décevante dans les tournois principaux, puisqu'il ne dispute qu'une seule finale d'un tournoi comptant pour le classement, au championnat du Royaume-Uni, mais la perd contre un joueur alors en déclin, Doug Mountjoy, avec le score de 16 manches à 12. Hendry connait également une déception au championnat du monde puisqu'il concède une lourde défaite contre Steve Davis aux portes de la finale (16-9). D'ailleurs, sa progression au classement mondial est moins fulgurante que lors des deux précédentes saisons, puisqu'il termine à la 3e position, n'ayant gagné qu'une seule place par rapport à son classement de début d'année. Toutefois, Hendry s'illustre à nouveau dans les tournois de second ordre, décrochant son premier titre au Masters de snooker, où il bat John Parrott en finale. Il s'impose également lors du Masters de Nouvelle-Zélande (victoire contre Mike Hallett) et de celui de Londres (cette fois face à Parrott). Il perd aussi deux autres fois en finale ; au tournoi Fosters, (battu contre Hallett) et au Masters d'Irlande (défaite contre Alex Higgins).

### Un règne sans partage (1990-1999)

#### Premier titre de champion du monde, première place mondiale et triple couronne saisonnière (1990-1991)
Pendant la saison 1989-1990, Hendry remporte pas moins de quatre tournois classés. Il commence par s'imposer au Classique de Dubaï et à l'Open d'Asie,. En novembre, il gagne pour la première fois de sa carrière le championnat du Royaume-Uni ; il y domine en finale Steve Davis (16-12). Son dernier titre de la saison a lieu lors du rendez-vous le plus important, le championnat du monde, lors duquel il triomphe pour la première fois et devient le plus jeune vainqueur du tournoi (21 ans et 106 jours). Il y bat successivement Alain Robidoux, Tony Meo, Darren Morgan, John Parrott et Jimmy White en finale, sans jamais être inquiété. Ayant disputé deux autres finales dans des tournois comptant pour le classement (à l'Open international et à celui d'Europe), Hendry atteint pour la première fois de sa carrière la première place mondiale et s'y maintiendra pendant neuf saisons (jusqu'en 1998). Toutefois, il perd ces deux finales, contre Davis et Parrott respectivement. Hendry brille aussi dans les tournois sur invitation, triomphant notamment au Masters pour la deuxième année de suite. D'ailleurs, Hendry est le premier joueur ayant gagné les trois tournois de la triple couronne lors d'une seule et même saison. Comme l'année passée, il remporte la finale du tournoi aux dépens de Parrott. Hendry conserve aussi son titre acquis l'an passé au Masters de Londres, et gagne le Masters d'Écosse ainsi que le tournoi Pontins professionnel. Par ailleurs, il s'incline en finale du Grand Prix Norwich Union et de la ligue.
La saison d'après, Hendry est encore plus dominateur puisqu'il remporte cinq des huit tournois classés disputés. Il commence par gagner difficilement l'Open de Grande-Bretagne contre Gary Wilkinson dans la manche décisive (10-9). Il conserve ensuite son titre au championnat du Royaume-Uni, en battant comme lors de la dernière édition Steve Davis, mais la finale est beaucoup plus serrée que l'an dernier puisqu'elle se termine dans la manche décisive (16-15). Hendry renouvelle aussi ses titres acquis à Dubaï et en Asie, corrigeant en finale Davis et Dennis Taylor, ne perdant pas plus de quatre manches à chaque fois. Enfin, il gagne le Grand Prix contre Nigel Bond (10-5). Hendry aurait pu gagner un sixième tournoi majeur pendant cette saison mais il a échoué en finale du Classique, défait par Jimmy White. Malgré cette grande saison dans les principaux tournois, l'Écossais subit la malédiction du Crucible et ne conserve donc pas son titre de champion du monde, étant battu au stade des quarts de finale contre Steve James. Dans les tournois ne comptant pas pour le classement, il sort victorieux au Masters pour la troisième année consécutive après avoir battu difficilement Mike Hallett en finale ; Hallett a largement mené au score tout au long de la finale et a fini par perdre dans la dernière manche. De plus, il réussit enfin à s'imposer à la ligue après deux échecs en finale, conserve son titre au Masters d'Écosse et gagne le Centenary Challenge. Par ailleurs, alors qu'il est en lice pour une troisième victoire en trois ans au Masters de Londres, il s'incline en finale contre Davis. Il s'incline aussi en finale au World Matchplay contre White.

#### Champion du monde pendant cinq éditions d'affilée et deuxième triple couronne saisonnière (1992-1996)
Au cours de la saison 1991-1992, Stephen Hendry remporte l'Open du pays de Galles, balayant en finale Darren Morgan (9 à 3). Il renouvelle également sa victoire de la saison passée au Grand Prix, en battant Steve Davis cette fois-ci. En avril, Hendry triomphe pour la deuxième fois de sa carrière au championnat du monde, après des victoires contre Stephen Murphy (10-3), James Wattana (13-10), Dene O'Kane (13-6), Terry Griffiths (16-4) et Jimmy White en finale (18-14). Par ailleurs, pour la deuxième année consécutive, Hendry échoue en finale au Classique, s'inclinant d'une seule manche devant Davis. Parallèlement, Hendry réalise l'une de ses meilleures saisons en termes de victoires dans les tournois sur invitation ; quatrième titre d'affilée au Masters, le troisième face à John Parrott, victoire au challenge de Hong Kong contre Wattana, au challenge d'Inde contre Parrott, au challenge d'Europe contre Joe Johnson, au Masters d'Irlande contre Ken Doherty et à la ligue comme l'année passée. En plus de ces succès, il est aussi finaliste sortant au Masters de Thaïlande, au challenge de Belgique et au tournoi de Pot Black, étant battu dans ces trois occasions par Steve Davis.

La saison qui suit est beaucoup moins impressionnante dans les tournois les plus importants ; Hendry ne remporte qu'un seul tournoi classé, l'Open international, battant Steve Davis en finale, et perd deux fois en finale, à l'Open d'Europe où Davis prend sa revanche et au classique de Dubaï où il subit une courte défaite contre John Parrott (9-8). Toutefois, quand vient le championnat du monde, Hendry terrasse un à un tous ses adversaires pour s'offrir un troisième titre mondial, son deuxième consécutif. Il commence par balayer Danny Fowler 10 à 1. Au tour qui suit, il se montre encore une fois convaincant, ne concédant que quatre manches face à Darren Morgan. Son match le plus difficile de la quinzaine est sans doute celui des quarts de finale contre Nigel Bond, qu'il remporte 13 manches à 7. En demi-finale, il inflige une lourde défaite à Alan McManus (16-8). En finale, il remporte l'une des victoires les plus sèches jamais enregistrées dans une finale d'un championnat du monde, humiliant son adversaire de l'an passé, Jimmy White, 18 à 5. À l'image de ses résultats dans les tournois de classement, Hendry se montre moins performant dans les tournois ne rapportant pas de points au classement. Il remporte tout de même le Masters de snooker pour la cinquième année consécutive. Il y bat en finale James Wattana (9-5). Hendry se distingue également lors du challenge d'Europe qu'il remporte pour la deuxième année d'affilée. Il s'incline aussi une fois en finale, à l'occasion du classique Kent, battu par Parrott en manche décisive. 

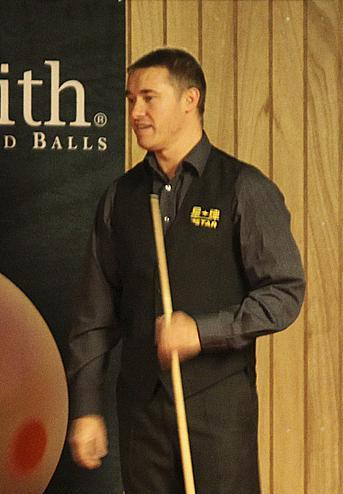
Stephen Hendry, l'homme des années 1990.

La saison qui suit, il se présente au championnat du monde en ayant remporté deux tournois majeurs ; l'Open d'Europe et le classique de Dubaï. Il a aussi perdu une finale à l'occasion du championnat du Royaume-Uni, finale qui a révélé le jeune Ronnie O'Sullivan, 17 ans, qui est devenu le plus jeune vainqueur d'un tournoi de cette envergure,. À Sheffield, Hendry franchit aisément les deux premiers tours ; opposé à Surinder Gill et à Dave Harold, il ne concède que trois manches en deux matchs. Il rencontre davantage de résistance en quart de finale face à Nigel Bond (victoire 13-8). En demi-finale, il inflige à Steve Davis une défaite sans appel ; 16-9. Pour la troisième année consécutive, Hendry retrouve Jimmy White en finale, mais cette année, les choses sont bien différentes ; White se montre dominateur pendant la majeure partie du match. Néanmoins, la tendance s'inverse dans la manche décisive qui est remportée par le maître des lieux, après plusieurs échecs regrettables de White. Hendry décroche ainsi un quatrième titre mondial, le troisième de suite, au terme d'une finale qui restera sans doute la plus difficile qu'il ait eu à disputer au championnat,. Toutefois, comme lors de la saison passée, Hendry se trouve moins en réussite dans les évènements secondaires, ne remportant qu'un seul tournoi, la ligue, et ce pour la troisième fois de sa carrière. Au Masters, il échoue à remporter le tournoi pour la sixième fois en six ans, butant contre Alan McManus ; une défaite particulièrement difficile puisqu'il est vaincu dans la manche décisive.
Lors de la saison 1994-1995, Hendry ajoute à son palmarès trois autres victoires dans des tournois comptant pour le classement mondial. Il commence par s'emparer d'un troisième titre de champion du Royaume-Uni, qu'il conquiert au détriment de Ken Doherty. Par la suite, il réitère sa victoire de l'an dernier à l'Open d'Europe, écrasant John Parrott en finale, 9 manches à 3. Enfin, il est sacré champion du monde pour la cinquième fois de sa carrière (la quatrième consécutive). Comme les autres années, il gagne la plupart de ses matchs facilement, dont la finale, où il s'impose aux dépens de Nigel Bond sur le score de 18 manches à 9. Son match le plus difficile du tournoi a eu lieu en quart de finale contre Ronnie O'Sullivan (victoire 13 à 8). Dans les tournois non classés, Hendry se montre très en forme ; il en remporte trois (le classique des joueurs les mieux classés, le challenge de charité et la ligue européenne). Il est aussi finaliste au Masters d'Écosse et à celui d'Irlande, où il perd face à Doherty puis contre Peter Ebdon.
La saison 1995-1996 est marquée par l'achèvement d'une seconde triple couronne saisonnière, exploit dont Hendry reste le seul à avoir réalisé ; il commence par remporter le championnat du Royaume-Uni face à Peter Ebdon, puis gagne le Masters de snooker contre Ronnie O'Sullivan et enfin s'impose au championnat du monde en dominant à nouveau Ebdon. C'est son quatrième titre au championnat du Royaume-Uni (le deuxième d'affilée), son sixième et dernier Masters et son sixième championnat du monde (le cinquième de suite). En plus d'avoir accompli cet exploit, le joueur écossais remporte un quatrième Grand Prix face à John Higgins, ainsi qu'un troisième Masters d'Écosse, opposé à Ebdon.

#### Déception et dernier titre de champion du monde (1997-1999)
Durant la saison 1996-1997, Hendry remporte un troisième championnat du Royaume-Uni consécutif (le cinquième au total dans sa carrière). Pour ce faire, il bat difficilement le jeune John Higgins en finale, 10 manches à 9. Par la suite, Hendry remporte également l'Open international, écrasant Tony Drago 9-1, ainsi que l'Open du pays de Galles, où il surclasse Mark King (9-2). Au championnat du monde, le joueur écossais aspire à remporter un sixième titre consécutif. Hendry assume son statut de favori et accède à la finale sans trop de difficultés, battant Andy Hicks (10-6), Mark Williams (13-8), Darren Morgan (13-10) et James Wattana (17-13). En finale, il fait office de large favori puisqu'il affronte Ken Doherty qui disputait à l'époque sa première finale. Toutefois, la pression d'un sixième sacre consécutif est trop grande et Hendry se fait surprendre ; il est vaincu sur le score de 18 manches à 12. La déception est immense, d'autant qu'il s'agit pour lui d'une première défaite en finale des championnats du monde. Par ailleurs, pendant cette saison, il s'incline aussi en finale à l'Open de Grande-Bretagne au profit de Williams (défaite 9-2). Du côté des évènements moins importants, il s'impose lors du challenge de charité face à Ronnie O'Sullivan et du Masters d'Irlande opposé à Morgan, dans les deux cas en manche décisive. Il termine aussi deuxième à la ligue européenne.
La saison d'après, Hendry semble éprouver quelques difficultés à digérer son échec du championnat du monde, ne remportant qu'un seul tournoi majeur ; le Masters de Thaïlande face à John Parrott. Il échoue également deux autres fois en finale ; une première fois à l'Open de Grande Bretagne (pour la deuxième année consécutive), battu d'une seule manche par John Higgins, et une seconde au championnat du Royaume-Uni face à Ronnie O'Sullivan, Hendry passant à côté d'un quatrième succès de suite dans ce tournoi. Au championnat du monde, il est même battu au premier tour pour la première fois depuis sa première participation (défaite contre Jimmy White). Hendry accuse aussi le coup dans les tournois sur invitation puisqu'il n'en remporte aucun, une première depuis le début de sa carrière. La seule finale qu'il dispute cette année (au Masters), il la perd face à Mark Williams au terme d'une manche décisive qui s'est décidée sur la dernière bille noire que Hendry a manqué dans la poche centrale. Cette saison décevante lui fait perdre la première place mondiale qu'il détenait depuis le début des années 1990.
Le début de la saison qui suit paraît s'inscrire dans le prolongement de la saison précédente puisqu'Hendry ne remporte qu'un seul tournoi de classement (Open d'Écosse) et perd une finale (Open du pays de Galles). Néanmoins, au championnat du monde, malgré un premier tour décousu face à Paul Hunter (victoire 10-8), Hendry monte en puissance et retrouve peu à peu son meilleur niveau. Il enchaine des victoires contre James Wattana, Matthew Stevens et Ronnie O'Sullivan pour une place en finale. Il y affronte Mark Williams, qu'il domine avec le score de 18 manches à 11, glanant ainsi un septième titre mondial record (le dernier de sa carrière),. Il n'est égalé en cela que par O'Sullivan qui remporte en 2022 son septième titre au championnat. Par ailleurs, dans les autres tournois, Hendry a également retrouvé de sa splendeur ; victorieux à la Champions Super League, au Grand Prix de Malte contre Ken Doherty et au Masters d'Irlande face Stephen Lee, en manche décisive à chaque fois. Il finit aussi deuxième au Super Challenge.

### Déclin progressif (2000-2009)

#### Des résultats moins convaincants (2000-2001)
La saison qui suit son septième titre de champion du monde est nettement moins convaincante ; Hendry ne remporte qu'un seul tournoi comptant pour le classement, l'Open de Grande-Bretagne (victoire contre Peter Ebdon en finale), et s'incline d'entrée de jeu au championnat du monde, battu par le qualifié Stuart Bingham. Hendry échoue également en finale au Masters de Thaïlande, où il est vaincu par Mark Williams. Plus tard dans l'année, il prend sa revanche sur Williams contre qui il gagne la coupe des champions ainsi que la première ligue (tournois non classés),. Dans les tournois moins importants, il perd aussi son titre au Masters d'Irlande, au profit de John Higgins. Au classement de fin de saison, Hendry redescend au 3e rang mondial.
En 2000-2001, Hendry se montre encore moins performant que la saison précédente. C'est même l'une de ses plus mauvaises saisons depuis le début de sa carrière. Il ne dispute qu'une seule finale d'un tournoi majeur, le Masters de Thaïlande, comme l'année dernière. L'issue reste inchangée puisqu'il perd à nouveau la finale, étant balayé contre Ken Doherty, 9 manches à 3. Au championnat du monde, il progresse jusqu'en quarts de finale, après des succès contre Mark Davis et Paul Hunter. Toutefois, il y est largement battu par Matthew Stevens, 13 à 5. Ainsi, Hendry termine l'année à son plus mauvais classement depuis 1988 ; celui de 5e joueur mondial. Dans les tournois de second plan, Hendry enchaine les déceptions ; il ne remporte qu'un seul tournoi, le Grand Prix de Malte, et perd trois fois au stade de la finale (Masters d'Écosse, Masters d'Irlande et première ligue).

#### Le dernier fait d'arme de 2002

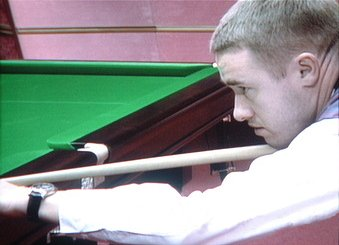
Stephen Hendry au championnat du monde de 2002.

Hendry arrive au Crucible Theatre en tant que tête de série no 5 ; il ne fait pas vraiment partie des favoris. Au premier tour, il remporte son match en donnant une leçon de snooker au jeune Shaun Murphy qui dispute son premier championnat du monde. Son match des huitièmes de finale n'est guère plus difficile. Opposé à Anthony Davies, surprenant vainqueur de Alan McManus au premier tour, Stephen Hendry l'emporte sans encombre (13 à 3). C'est en quart de finale que le parcours de Hendry devient plus compliqué. Il y retrouve un vieux rival ; Ken Doherty qui l'avait empêché de remporter le titre en 1997. Après un début tonitruant de Hendry qui s'envole à 8-4, Doherty, comme à son habitude, s'accroche et parvient à revenir à hauteur après la deuxième session. La dernière session est riche en suspense ; aucun des deux joueurs ne s'échappent. Hendry finit tout de même par l'emporter dans la dernière manche et qualifie cette victoire de « très spéciale ». Toutefois, Hendry n'a pas réussi le plus dur en remportant ce match, et doit se préparer à affronter le tenant du titre : Ronnie O'Sullivan en demi-finale. En plus de l'attente qui est générée par cette affiche, la demi-finale prend une dimension historique et très médiatique. Avant le match, O'Sullivan évoque un différend qu'il y aurait eu entre lui et Hendry sur une autre compétition. Il poursuit en déclarant : « la chose la plus satisfaisante pour moi serait de renvoyer Stephen Hendry en Écosse ». Il évoque ensuite le respect en Écosse, en le minimalisant. Cependant, il n'en est rien lors de la rencontre. Stephen domine la partie du début jusqu'à la fin, signant plusieurs centuries. Il s'impose par 17 manches à 13. Pour sa neuvième finale au mondial, il affronte un homme qu'il connait bien : Peter Ebdon, qu'il avait battu lors de la finale de 1996. Cette fois-ci, c'est Ebdon qui prend la tête de la rencontre en menant d'abord 4-0, puis 10-6. Hendry s'engage ensuite dans une partie de résistance, pour égaliser à 12-12 après la troisième session. Hendry poursuit sur sa lancée et entame la dernière session en prenant les deux premières manches avec un meilleur break de 63 points. À 14 manches partout, Hendry signe un break de 58 pour mener 15-14. Son adversaire fait alors preuve de beaucoup de sang-froid, et inscrit trois des quatre manches suivantes, avec un break de 111. En passe de devenir champion du monde, Ebdon manque une bille noire presque droite à 52-27. En champion, Hendry va au bout de la table pour s'offrir une manche décisive. Après plusieurs erreurs dans cette manche finale, c'est Ebdon qui parvient finalement à s'imposer.

#### Regain de forme éphémère (2003-2006)
Malgré sa place de finaliste au championnat du monde de 2002, Hendry commence la saison 2002-2003 en étant classé no 6 mondial. Pendant cette saison, Hendry améliore ses performances dans les tournois principaux et remporte un tournoi classé, l'Open du pays de Galles, dominant en finale Mark Williams (9-5). Il est aussi finaliste à l'Open d'Europe mais s'incline devant Ronnie O'Sullivan, 9 à 6. Durant cette saison, Hendry dispute également une neuvième et dernière finale au Masters de snooker. Toutefois, il la perd sèchement face à Williams (10-4),. Sa régularité tout au long de la saison lui permet de culminer à la 2e place mondiale après le championnat du monde, où il est allé jusqu'en quarts de finale,.
Lors de la saison suivante Hendry remporte un tournoi classé et perd une fois en finale. Il triomphe ainsi à l'Open de Grande-Bretagne pour la quatrième fois de sa carrière, dominant Ronnie O'Sullivan (9-6). Au championnat du Royaume-Uni, il rejoint la neuvième finale de sa carrière dans ce tournoi, mais la perd comme en 1988, 1993 et 1998, étant battu par Matthew Stevens sur le score de 10 manches à 8. Au championnat du monde, Hendry rallie les demi-finales mais y subit l'une des plus lourdes défaites de sa carrière (défaite 17-4 face à O'Sullivan),. Par ailleurs, Hendry ne dispute qu'une seule finale d'un tournoi sur invitation et la remporte face à John Higgins, à l'occasion de la première ligue.
Pendant la saison 2004-2005, Hendry atteint à trois reprises la finale d'un tournoi de classement. Il commence par gagner la coupe de Malte aux dépens de Graeme Dott (victoire 9 manches à 7). Toutefois, il perd les deux autres fois (Open du pays de Galles et Open de Chine). À Pékin, il est battu par la révélation du tournoi, le jeune joueur local Ding Junhui, sur le score de 9 à 5. Par ailleurs, sa victoire à Malte constitue le dernier titre de sa carrière dans un tournoi comptant pour le classement, portant son total de victoires dans ces tournois à 36. Au championnat du monde, il est battu en quarts de finale contre Matthew Stevens (13-11), malgré des victoires convaincantes aux deux tours précédents, face à Neil Robertson et Anthony Hamilton. Pour la première fois de sa carrière, Hendry de dispute pas une seule finale d'un tournoi ne comptant pas pour le classement.

La saison qui suit, Hendry ne rallie aucune finale dans un tournoi classé, une première depuis la saison 1986-1987. Pourtant, capitalisant sur des demi-finales au championnat du Royaume-Uni, et au Grand Prix, le joueur écossais récupère la place de no 1 mondial au détriment de Ken Doherty, chose qui ne lui était plus arrivée depuis 1998. Dans les autres tournois, Hendry perd deux fois en finale, au trophée d'Irlande du Nord et à la première ligue. Dans la première finale, il s'incline de peu face à Matthew Stevens (9-7). Dans la seconde, il surclassé par Ronnie O'Sullivan (6-0). 

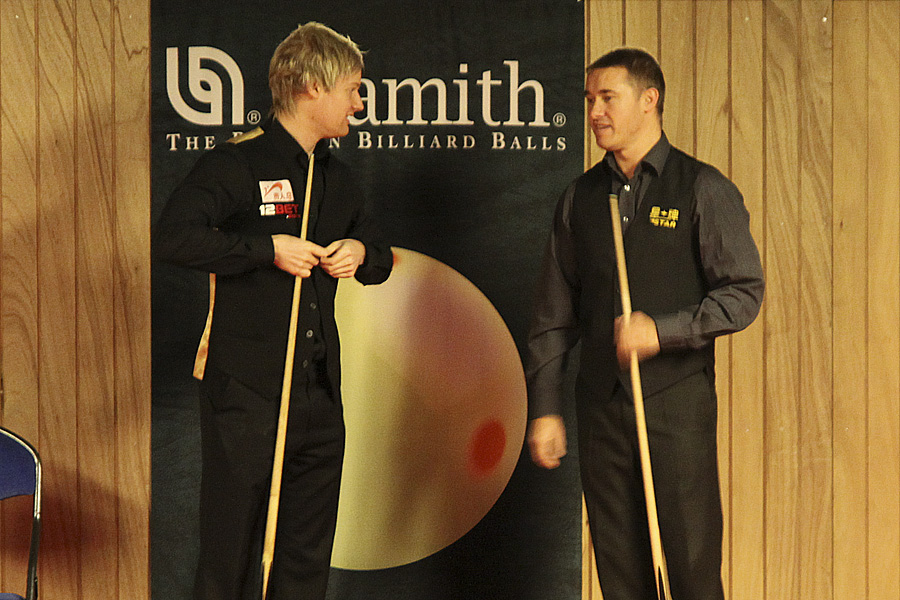
Stephen Hendry et Neil Robertson en 2010.

#### Nouvelles difficultés (2007-2009)
Toutefois, au cours de la saison 2006-2007, Hendry ne se montre pas à la hauteur de ce classement, si bien qu'il chute à la 8e place mondiale à la fin de l'année. Son meilleur résultat cette saison intervient au championnat du Royaume-Uni, où il atteint une dixième finale dans ce tournoi. Néanmoins, il ne parvient pas à remporter un sixième titre dans cette compétition puisqu'il s'incline contre Peter Ebdon,. Par ailleurs, cette finale est la dernière de Hendry dans un tournoi majeur. Pendant cette saison, Hendry compte également un quart de finale à l'Open du pays de Galles (défaite contre Ali Carter), mais cela reste insuffisant pour le maintenir au sommet du classement.

Lors des saisons suivantes, les résultats de Hendry continuent d'être moins performants. En 2008, il atteint tout de même une dernière demi-finale au championnat du monde, peu de temps après avoir également obtenu ce résultat à l'Open du pays de Galles (défaite 6 à 4 contre Mark Selby). À Sheffield, il commence par vaincre difficilement Mark Allen (10-9). Il semble ensuite plus serein face à Ding Junhui et Ryan Day (victoires 13-7). Néanmoins, en demi-finale, il ne fait pas le poids face à Ronnie O'Sullivan et s'incline lourdement, 17 à 6. Ce résultat lui permet de gagner deux places au classement de fin de saison. Néanmoins, la saison suivante, Hendry ne dispute qu'une seule demi-finale, la dernière de sa carrière dans un tournoi classé (défaite contre Matthew Stevens 6 manches à 4 au championnat de Bahreïn). Il est aussi quart de finaliste à l'Open de Chine et au championnat du monde. Il y est défait par Peter Ebdon et Shaun Murphy. Ces résultats médiocres le font chuter à la 10e place mondiale. 

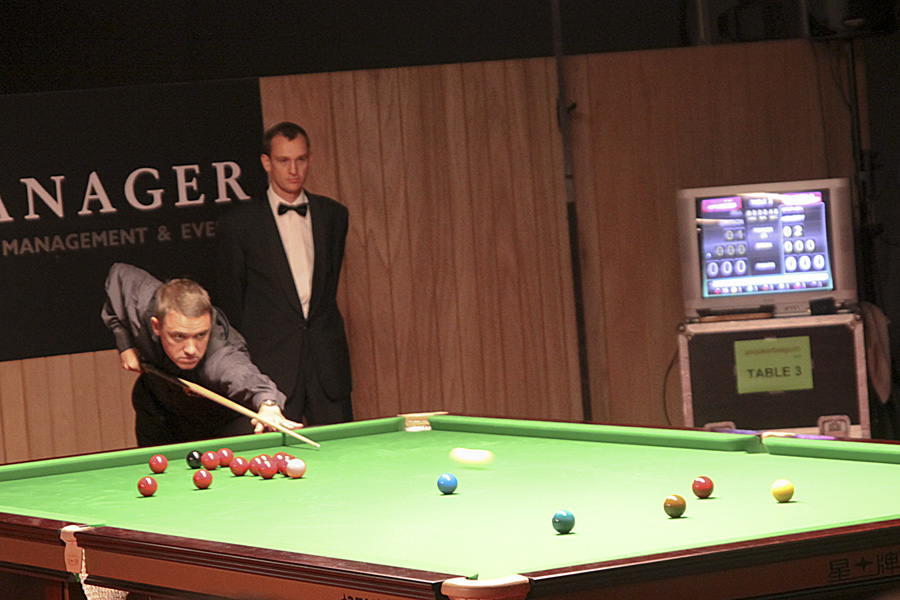
Stephen Hendry sur une épreuve du championnat des joueurs (2010).

### Fin de carrière et retraite (2010-2012)
Pendant la saison 2009-2010, son meilleur résultat est un quart de finale à l'Open de Chine, où il se débarrasse de Andrew Higginson et Ryan Day, avant de subir une courte défaite face à Mark Allen (5-4). Par ailleurs, Hendry remporte le tournoi des légendes face à Ken Doherty, qui reste alors le dernier titre de sa carrière professionnelle. Pour le début de la saison suivante, Hendry occupe la 11e position du classement mondial. Toutefois, ses résultats sont catastrophiques et il chute à la 16e place à la fin de l'année. Ses résultats sont toujours fragiles pendant la saison 2011-2012.
Hendry dispute son 27e championnat du monde consécutif lors de l'édition 2012 en éliminant une nouvelle fois Yu Delu sur un score de 10 frames à 6. Il réalise son onzième break de 147 en carrière face à Stuart Bingham qu'il bat 10-4 lors de la journée d'ouverture. C'est son troisième break maximum au Crucible Theatre. Avec Ronnie O'Sullivan, il codétient le record de trois « 147 » en championnat du monde. Au deuxième tour, il bat le quadruple champion du monde et tenant du titre John Higgins sur le score de 13-4. En quart de finale son compatriote écossais Stephen Maguire le bat sur le score de 13-2, et met ainsi fin à la série de 8 victoires consécutives du septuple champion du monde. Dans la foulée, Hendry annonce la fin de sa carrière avec effet immédiat pour se concentrer sur ses intérêts commerciaux, même s'il reste commentateur pour la BBC Snooker.

### Retour sur le circuit et retraite définitive (2020-2024)
En 2020, Hendry annonce qu'il aimerait relancer sa carrière au niveau professionnel et qu'il s'entraine dur afin de pouvoir y parvenir. Au début de la saison 2020-2021, il reçoit une invitation de la part de la fédération internationale de snooker, lui ouvrant à nouveau les portes du circuit professionnel. Néanmoins, estimant qu'il n'est toujours pas prêt, Hendry repousse son retour à la compétition et ne reprend qu'à l'occasion de l'Open de Gibraltar, où il perd à son premier match face à Matthew Selt (4-2). En avril, l'Écossais prend part aux qualifications du championnat du monde ; il bat d'abord son vieux rival des années 1990, Jimmy White et s'incline ensuite sèchement face au Chinois Xu Si (6-1),.
Lors de la saison suivante, Hendry ne dispute que six tournois ; qualifié pour trois d'entre eux, il ne franchit le premier tour que dans un seul, l'Open de Grande-Bretagne. À la fin de l'année, son classement ne lui permet pas de continuer à ce niveau mais la fédération lui offre une nouvelle invitation, qu'il accepte.
Après deux nouvelles saisons au niveau professionnel lors desquelles Hendry ne parvient pas une seule fois à rejoindre la phase finale d'un tournoi, l'ancienne gloire du snooker refuse la nouvelle invitation qui lui est faite par la fédération de rester sur le grand circuit. L'Écossais laisse alors entendre que sa forme physique déclinante ne lui permet plus de déployer le snooker flamboyant ayant fait sa réussite dans ses jeunes années. Ce refus constitue de fait le second retrait du circuit d'Hendry après celui de 2012, retrait qui revêt cette fois un caractère définitif,.

### Compétitions par équipes
En doublette, Hendry avait pour habitude de s'associer à l'Anglais Mike Hallett. Avec Hallett, il a été sacré champion du monde en 1987, aux dépens de la paire Cliff Thorburn/Dennis Taylor. Ils ont aussi étés vice-champion l'année d'avant, défaits par les Anglais Steve Davis et Tony Meo. De plus, en 1991, le duo est sorti victorieux au Masters masculin en doublette, face à la paire canadienne Gollan/Wych. Cette même année, Hendry a participé au championnat du monde mixte avec la championne féminine Stacey Hillyard. Néanmoins, ils se sont inclinés en finale contre Davis et Allison Fisher.
De plus, Hendry a représenté l'Écosse dans divers compétitions par équipes. Associé à Alan McManus et John Higgins, il a remporté la coupe du monde en 1996, face à l'Irlande de Ken Doherty, Fergal O'Brien et Stephen Murphy. En 1999, la même équipe d'Écosse, à laquelle s'était greffé Chris Small, a perdu en finale de la coupe des nations contre une équipe du pays de Galles portée par Darren Morgan, Mark Williams, Dominic Dale et Matthew Stevens. C'est exactement la même équipe d'Écosse, sans Small, qui a gagné ce même tournoi en 2001 face aux Irlandais (Doherty, O'Brien et Michael Judge).

### Centuries et breaks maximaux
Il a réalisé plus de 700 fois un break supérieur à 100 (century) au cours de sa carrière (776 century breaks décompte arrêté au 02/06/2022), dont 11 breaks maximum de 147 points.
Hendry réussit pour la première fois de sa carrière un break maximum lors de la ligue en 1992, opposé à Willie Thorne. Il en réussit deux en 1995 ; en demi-finale du championnat du monde contre Jimmy White et au championnat du Royaume-Uni face à Gary Wilkinson (à l'époque le premier 147 du tournoi diffusé en direct à la télévision). En 1997, Hendry réussit un 147 en finale du challenge de charité, lors de la dernière manche, alors qu'il affronte Ronnie O'Sullivan. Il réitère l'année suivante face à Ken Doherty, à l'occasion de la première ligue. En 1999, Hendry inscrit deux nouveaux breaks de 147 points ; lors de la septième manche de la finale de l'Open de Grande-Bretagne, qu'il a remporté face à Peter Ebdon, et lors d'un match face à Paul Wykes au championnat du Royaume-Uni, devenant ainsi le premier joueur à réussir deux 147 dans ce tournoi. Au Grand Prix de Malte en 2001, le joueur écossais enregistre le huitième 147 de sa carrière alors qu'il est opposé à Mark Williams en finale (c'est alors le 42e break maximum enregistré dans l'histoire du jeu professionnel). En quarts de finale du championnat du monde de 2009, Hendry réalise un 147 pour la deuxième fois de sa carrière dans ce tournoi, contre Shaun Murphy, un match qu'il a d'ailleurs perdu (Hendry est alors le deuxième joueur après O'Sullivan à réussir un 147 au championnat). Il en réussit un nouveau en 2011 à l'Open du pays de Galles contre son compatriote Stephen Maguire, ce qui fait de lui le joueur le plus âgé à accomplir cet exploit (42 ans et 35 jours). Enfin, il réussit son onzième et dernier 147 au premier tour du championnat du monde 2012 face à Stuart Bingham, tournoi à l'issue duquel il met un terme à sa carrière professionnelle.
Hendry est le troisième joueur de l'histoire qui a réalisé le plus de break royaux, derrière Ronnie O'Sullivan (15) et John Higgins (12). Avec O'Sullivan, Hendry est le seul joueur à avoir inscrit un 147 à trois reprises dans les championnats du monde.

## Records et postérité

### Records
Il détient plusieurs records dont celui d’avoir amassé les plus gros gains en circuit professionnel de snooker, d'être resté invaincu pendant 10 mois en remportant 5 tournois d'affilée et d'avoir le plus grand nombre de participations dans le tableau final depuis que le championnat du monde se tient au Crucible Theatre de Sheffield. La plupart des autres records établis par Hendry ont depuis été dépassés par Ronnie O'Sullivan. Au cours de sa carrière, Hendry est apparu dans 28 finales de tournois faisant partie de la triple couronne du snooker (neuf finales aux championnats du monde, dix au championnat du Royaume-Uni et neuf au Masters) et en a gagné 18. O'Sullivan compte 29 finales dans ces tournois et en a gagné 21. Hendry a remporté sept fois le championnat du monde, dont cinq fois consécutivement, ce qu'il est le seul à avoir accompli. Il a gagné le championnat du Royaume-Uni cinq fois dont trois consécutives, ce qu'il est également le seul à avoir achevé. Enfin, il compte six titres au Masters, dont cinq ont été remporté à la suite, un record. Si O'Sullivan ne détient pas les record de titres accumulés consécutivement, il a néanmoins dépassé Hendry en termes de victoires au championnat du Royaume-Uni et au Masters (7 titres). En 2022, il est sacré champion du monde pour la septième fois de sa carrière, égalant le record de Hendry. Hendry a disputé 57 finales dans des tournois classés et en a remporté 36, des chiffres qui sont assez largement dépassés par O'Sullivan ; 61 finales dont 36 furent victorieuses. Toutefois, Hendry est toujours devant O'Sullivan en termes de victoires et de finales dans les tournois de second plan ; 64 finales dont 39 remportées, contre 54 dont 35 gagnées pour O'Sullivan. Au total, Hendry a remporté 79 titres sur le circuit professionnel, alors qu'O'Sullivan en a décroché 81.

### Postérité
Ces chiffres vertigineux ont conduit les observateurs à qualifier Hendry d'un des meilleurs joueurs de snooker de tous les temps, si ce n'est le meilleur de tous les temps. La question de savoir qui est le meilleur joueur entre Hendry et O'Sullivan est difficile à trancher ; de nombreux joueurs ou spécialistes ont un avis partagé sur le sujet. Selon les anciens champions du monde Dennis Taylor et Ray Reardon, Hendry a été surpassé par O'Sullivan,. John Higgins fait partie des joueurs qui ont affronté Hendry et O'Sullivan lorsqu'ils étaient au sommet de leur carrière. En 2005, il a déclaré que O'Sullivan était le meilleur joueur qu'il ait jamais joué. Le sextuple champion du monde Steve Davis, actuel consultant pour la BBC Sport, est moins tranché sur la question ; pour lui, O'Sullivan est le meilleur joueur de tous les temps tandis que Hendry incarne le meilleur palmarès jamais atteint. Jimmy White pense que c'est O'Sullivan qui est le meilleur joueur de tous les temps, devant Davis. L'entraineur Dell Hill considère que O'Sullivan est sans l'ombre d'un doute le meilleur joueur de tous les temps. Toutefois, il pense que celui-ci n'a pas exploité toutes ses capacités. En 2016, à l'image de Davis, Stuart Bingham a expliqué que O'Sullivan était le meilleur joueurs de tous les temps dans la façon de jouer au snooker, mais que les sept titres de champion du monde accumulés par Hendry faisait de lui le joueur au palmarès le plus abouti. Pour Desmond Kane, actuel journaliste chez Eurosport, s'il ne s'agissait que d'une question de chiffres, Joe Davis mettrait un terme au débat avec ses quinze titres de champion du monde gagnés. D'après lui, O'Sullivan joue mieux au snooker que n'importe quel autre joueur. Concernant les intéressés, voici ce qu'ils ont déclaré. Hendry considère O'Sullivan comme étant le meilleur joueur qu'il ait eu à affronter dans sa carrière, mais pense que s'ils s'étaient affrontés lorsqu'ils étaient à leur meilleur niveau, c'est lui qui aurait probablement gagné. Un jour, O'Sullivan a déclaré que le plus grand joueur de tous les temps serait celui qui égalerait Hendry en termes de victoires au championnat,.

Au cours de sa carrière, Hendry a reçu plusieurs distinctions. En 1987, il a été élu « personnalité sportive écossaise » par la BBC, distinction qu'il a à nouveau reçu en 1996. L'année suivante, Hendry a aussi été élu « jeune joueur de l'année » par la fédération internationale de snooker (WPBSA). De 1990 à 1993, Hendry est élu « joueur de l'année » par WPBSA. Il y est à nouveau élu en 1995 et en 1996. En 1993, Hendry est nommé membre de l'Orde de l'Empire britannique (MBE). Enfin, en 1995, la WPBSA lui a décerné le prix de la « performance de l'année ». 

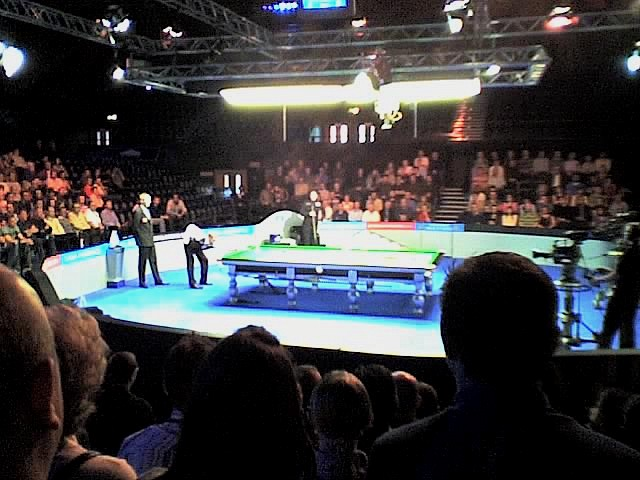
Stephen Hendry (à la table) et Matthew Stevens (en arrière plan) lors du Masters.

## Palmarès
| Légende | Catégorie                      | Titres                         | Finales                        |
|         | Tournois classés               | 36                             | 21                             |
|         | Tournois non classés           | 39                             | 25                             |
|         | Tournois en équipes            | 4                              | 4                              |
|         | Tournois amateurs              | 2                              | 0                              |
| Gras    | Tournois de la triple couronne | Tournois de la triple couronne | Tournois de la triple couronne |

### Titres
| Saison    | Nom du tournoi                                       | Lieu            | Finaliste                    | Score   | Tableau  |
| 1984      | Championnat d'Écosse amateur                         |                 | David Sneddon                | 9-8     |          |
| 1985      | Championnat d'Écosse amateur (2)                     |                 | Jim McNellan                 | 9-6     |          |
| 1985-1986 | Championnat d'Écosse                                 | Glasgow         | Matt Gibson                  | 10-5    | Tableau  |
| 1986-1987 | Championnat d'Écosse (2)                             | Glasgow         | Jim Donnelly                 | 10-7    | Tableau  |
| 1987-1988 | Masters d'Australie                                  | Sydney          | Mike Hallett                 | [ 162 ] | Tableau  |
| 1987-1988 | Grand Prix                                           | Reading         | Dennis Taylor                | 10-7    | Tableau  |
| 1987-1988 | Championnat du monde par équipes (avec Mike Hallett) | Northampton     | Cliff Thorburn Dennis Taylor | 12-8    | Tableau  |
| 1987-1988 | Championnat d'Écosse (3)                             | Édimbourg       | Murdo MacLeod                | 13-2    | Tableau  |
| 1987-1988 | Open de Grande-Bretagne                              | Brighton        | Mike Hallett                 | 13-2    | Tableau  |
| 1988-1989 | Masters de Nouvelle-Zélande                          | Wellington      | Mike Hallett                 | 6-1     | Tableau  |
| 1988-1989 | Masters                                              | Londres         | John Parrott                 | 9-6     | Tableau  |
| 1988-1989 | Masters de Londres                                   | Londres         | John Parrott                 | 4-2     | Tableau  |
| 1989-1990 | Open d'Asie                                          | Hua Hin         | James Wattana                | 9-6     | Tableau  |
| 1989-1990 | Masters d'Écosse                                     | Glasgow         | Terry Griffiths              | 10-1    | Tableau  |
| 1989-1990 | Classique de Dubaï                                   | Dubaï           | Doug Mountjoy                | 9-2     | Tableau  |
| 1989-1990 | Championnat du Royaume-Uni                           | Preston         | Steve Davis                  | 16-12   | Tableau  |
| 1989-1990 | Masters (2)                                          | Londres         | John Parrott                 | 9-4     | Tableau  |
| 1989-1990 | Championnat du monde                                 | Sheffield       | Jimmy White                  | 18-12   | Tableau  |
| 1989-1990 | Masters de Londres (2)                               | Londres         | John Parrott                 | 4-2     | Tableau  |
| 1989-1990 | Tournoi Pontins                                      | Prestatyn       | Mike Hallett                 | 9-6     | Tableau  |
| 1990-1991 | Masters d'Écosse (2)                                 | Motherwell      | Terry Griffiths              | 10-6    | Tableau  |
| 1990-1991 | Grand Prix (2)                                       | Reading         | Nigel Bond                   | 10-5    | Tableau  |
| 1990-1991 | Open d'Asie (2)                                      | Hua Hin         | Dennis Taylor                | 9-3     | Tableau  |
| 1990-1991 | Classique de Dubaï (2)                               | Dubai           | Steve Davis                  | 9-1     | Tableau  |
| 1990-1991 | Championnat du Royaume-Uni (2)                       | Preston         | Steve Davis                  | 16-15   | Tableau  |
| 1990-1991 | Challenge du centenaire                              | Divers sites    | Steve Davis                  | 19-11   | Tableau  |
| 1990-1991 | Masters mondiaux (par équipes) (avec Mike Hallett)   | Birmingham      | Brady Gollan Jim Wych        | 8-5     | Tableau  |
| 1990-1991 | Masters (3)                                          | Londres         | Mike Hallett                 | 9-8     | Tableau  |
| 1990-1991 | Open de Grande-Bretagne (2)                          | Derby           | Gary Wilkinson               | 10-9    | Tableau  |
| 1990-1991 | Ligue Matchroom                                      |                 | Steve Davis                  | [ 163 ] | Tableau  |
| 1991-1992 | Challenge de Hong Kong                               | Hong Kong       | James Wattana                | 9-1     | Tableau  |
| 1991-1992 | Challenge d'Inde                                     | Delhi           | John Parrott                 | 9-5     | Tableau  |
| 1991-1992 | Grand Prix (3)                                       | Reading         | Steve Davis                  | 10-6    | Tableau  |
| 1991-1992 | Masters (4)                                          | Londres         | John Parrott                 | 9-4     | Tableau  |
| 1991-1992 | Open du pays de Galles                               | Newport         | Darren Morgan                | 9-3     | Tableau  |
| 1991-1992 | Masters d'Irlande                                    | Kill            | Ken Doherty                  | 9-6     | Tableau  |
| 1991-1992 | Championnat du monde (2)                             | Sheffield       | Jimmy White                  | 18-14   | Tableau  |
| 1991-1992 | Ligue Matchroom (2)                                  | Bournemouth     | Steve Davis                  | [ 163 ] | Tableau  |
| 1992-1993 | Challenge d'Europe                                   | Waregem         | Joe Johnson                  | 4-0     | Tableau  |
| 1992-1993 | Masters (5)                                          | Londres         | James Wattana                | 9-5     | Tableau  |
| 1992-1993 | Open international                                   | Ravenscraig     | Steve Davis                  | 10-6    | Tableau  |
| 1992-1993 | Championnat du monde (3)                             | Sheffield       | Jimmy White                  | 18-5    | Tableau  |
| 1993-1994 | Challenge d'Europe (2)                               | Épernay         | Tony Drago                   | 5-3     | Tableau  |
| 1993-1994 | Classique de Dubaï (3)                               | Dubai           | Steve Davis                  | 9-3     | Tableau  |
| 1993-1994 | Open d'Europe                                        | Anvers          | Ronnie O'Sullivan            | 9-5     | Tableau  |
| 1993-1994 | Championnat du monde (4)                             | Sheffield       | Jimmy White                  | 18-17   | Tableau  |
| 1993-1994 | Ligue d'Europe                                       | Bingen am Rhein | John Parrott                 | 10-7    | Tableau  |
| 1994-1995 | Classique Top Rank                                   | Hat Yai         | Alan McManus                 | [ 163 ] | Tableau  |
| 1994-1995 | Championnat du Royaume-Uni (3)                       | Preston         | Ken Doherty                  | 10-5    | Tableau  |
| 1994-1995 | Open d'Europe (2)                                    | Anvers          | John Parrott                 | 9-3     | Tableau  |
| 1994-1995 | Challenge de la charité                              | Birmingham      | Dennis Taylor                | 9-1     | Tableau  |
| 1994-1995 | Championnat du monde (5)                             | Sheffield       | Nigel Bond                   | 18-9    | Tableau  |
| 1994-1995 | Ligue d'Europe (2)                                   | Irthlingborough | Ken Doherty                  | 10-2    | Tableau  |
| 1995-1996 | Masters d'Écosse (3)                                 | Motherwell      | Peter Ebdon                  | 9-5     | Tableau  |
| 1995-1996 | Grand Prix (4)                                       | Sunderland      | John Higgins                 | 9-5     | Tableau  |
| 1995-1996 | Championnat du Royaume-Uni (4)                       | Preston         | Peter Ebdon                  | 9-3     | Tableau  |
| 1995-1996 | Masters (6)                                          | Londres         | Ronnie O'Sullivan            | 10-5    | Tableau  |
| 1995-1996 | Championnat du monde (6)                             | Sheffield       | Peter Ebdon                  | 18-12   | Tableau  |
| 1996-1997 | Coupe du monde                                       | Bangkok         | Irlande                      | 10-7    | Tableau  |
| 1996-1997 | Championnat du Royaume-Uni (5)                       | Preston         | John Higgins                 | 10-9    | Tableau  |
| 1996-1997 | Challenge de la charité (2)                          | Birmingham      | Ronnie O'Sullivan            | 9-8     | Tableau  |
| 1996-1997 | Open du pays de Galles (2)                           | Newport         | Mark King                    | 9-2     | Tableau  |
| 1996-1997 | Open international (2)                               | Aberdeen        | Tony Drago                   | 9-1     | Tableau  |
| 1996-1997 | Masters d'Irlande (2)                                | Kill            | Darren Morgan                | 9-8     | Tableau  |
| 1997-1998 | Masters de Thaïlande (3)                             | Hua Hin         | John Parrott                 | 9-6     | Tableau  |
| 1998-1999 | Super ligue des champions                            | Pékin           | John Higgins                 | [ 164 ] | Tableau  |
| 1998-1999 | Grand Prix de Malte                                  | Qawra           | Ken Doherty                  | 7-6     | Tableau  |
| 1998-1999 | Open d'Écosse                                        | Aberdeen        | Graeme Dott                  | 9-1     | Tableau  |
| 1998-1999 | Masters d'Irlande (3)                                | Kill            | Stephen Lee                  | 9-8     | Tableau  |
| 1998-1999 | Championnat du monde (7)                             | Sheffield       | Mark Williams                | 18-11   | Tableau  |
| 1999-2000 | Coupe des champions                                  | Croydon         | Mark Williams                | 7-5     | Tableaau |
| 1999-2000 | Open de Grande-Bretagne (3)                          | Plymouth        | Peter Ebdon                  | 9-5     | Tableau  |
| 1999-2000 | Première ligue                                       | Colchester      | Peter Ebdon                  | 9-5     | Tableau  |
| 2000-2001 | Coupe des nations                                    | Reading         | Irlande                      | 6-2     | Tableau  |
| 2000-2001 | Grand Prix de Malte (2)                              | La Valette      | Mark Williams                | 7-1     | Tableau  |
| 2001-2002 | Open d'Europe (3)                                    | La Valette      | Joe Perry                    | 9-2     | Tableau  |
| 2002-2003 | Open du pays de Galles (3)                           | Cardiff         | Mark Williams                | 9-5     | Tableau  |
| 2003-2004 | Open de Grande-Bretagne (4)                          | Brighton        | Ronnie O'Sullivan            | 9-6     | Tableau  |
| 2003-2004 | Première ligue (2)                                   | Colwyn Bay      | John Higgins                 | 9-6     | Tableau  |
| 2004-2005 | Coupe de Malte                                       | Portomaso       | Graeme Dott                  | 9-7     | Tableau  |
| 2009-2010 | Légendes du snooker                                  | Glenrothes      | Ken Doherty                  | 5-3     |          |

### Finales perdues
| Saison    | Nom du tournoi                                                 | Lieu                | Vainqueur                  | Score   | Tableau |
| 1986-1987 | Championnat du monde par équipes (avec Mike Hallett)           | Northampton         | Tony Meo Steve Davis       | 3-12    | Tableau |
| 1987-1988 | Masters de Hong Kong                                           | Hong Kong           | Steve Davis                | 3-9     | Tableau |
| 1987-1988 | Ligue Matchroom                                                |                     | Steve Davis                | [ 163 ] | Tableau |
| 1988-1989 | Tournoi Fosters                                                | Dublin              | Mike Hallett               | 5-8     | Tableau |
| 1988-1989 | Championnat du Royaume-Uni                                     | Preston             | Doug Mountjoy              | 12-16   | Tableau |
| 1988-1989 | Masters d'Irlande                                              | Kill                | Alex Higgins               | 8-9     | Tableau |
| 1989-1990 | Open international                                             | Stoke-on-Trent      | Steve Davis                | 4-9     | Tableau |
| 1989-1990 | Grand Prix Norwich Union                                       | Monte-Carlo         | Joe Johnson                | 3-5     | Tableau |
| 1989-1990 | Open d'Europe                                                  | Lyon                | John Parrott               | 6-10    | Tableau |
| 1989-1990 | Ligue Matchroom (2)                                            |                     | Steve Davis                | [ 163 ] | Tableau |
| 1990-1991 | Championnat du monde de match-play                             | Brentwood           | Jimmy White                | 9-18    | Tableau |
| 1991      | Championnat du monde par équipes mixtes (avec Stacey Hillyard) |                     | Steve Davis Allison Fisher | 4-5     |         |
| 1990-1991 | Classique de snooker                                           | Bournemouth         | Jimmy White                | 4-10    | Tableau |
| 1990-1991 | Masters de Londres                                             | Londres             | Steve Davis                | 0-4     | Tableau |
| 1991-1992 | Pot Black                                                      | Birmingham          | Steve Davis                | 1-2     | Tableau |
| 1991-1992 | Masters de Thaïlande                                           | Bangkok             | Steve Davis                | 3-6     | Tableau |
| 1991-1992 | Challenge de Belgique                                          | Anvers              | Steve Davis                | 9-10    | Tableau |
| 1991-1992 | Classique de snooker (2)                                       | Bournemouth         | Steve Davis                | 8-9     | Tableau |
| 1993      | Championnat du monde par équipes mixtes (avec Stacey Hillyard) |                     | Steve Davis Allison Fisher |         |         |
| 1992-1993 | Classique Kent                                                 | Pékin               | John Parrott               | 5-6     | Tableau |
| 1992-1993 | Classique de Dubai                                             | Dubaï               | John Parrott               | 8-9     | Tableau |
| 1992-1993 | Open d'Europe (2)                                              | Anvers              | Steve Davis                | 4-10    | Tableau |
| 1993-1994 | Championnat du Royaume-Uni (2)                                 | Preston             | Ronnie O'Sullivan          | 6-10    | Tableau |
| 1993-1994 | Masters                                                        | Londres             | Alan McManus               | 8-9     | Tableau |
| 1994-1995 | Masters d'Écosse                                               | Motherwell          | Ken Doherty                | 7-9     | Tableau |
| 1994-1995 | Masters d'Irlande (2)                                          | Kill                | Peter Ebdon                | 8-9     | Tableau |
| 1996-1997 | Open de Grande-Bretagne                                        | Plymouth            | Mark Williams              | 2-9     | Tableau |
| 1996-1997 | Championnat du monde                                           | Sheffield           | Ken Doherty                | 12-18   | Tableau |
| 1996-1997 | Ligue d'Europe                                                 | Irthlingborough     | Ronnie O'Sullivan          | 8-10    | Tableau |
| 1997-1998 | Championnat du Royaume-Uni (3)                                 | Preston             | Ronnie O'Sullivan          | 6-10    | Tableau |
| 1997-1998 | Masters (2)                                                    | Londres             | Mark Williams              | 9-10    | Tableau |
| 1997-1998 | Open de Grande-Bretagne (2)                                    | Plymouth            | John Higgins               | 8-9     | Tableau |
| 1998-1999 | Super Challenge                                                | Canton              | Steve Davis                | [ 165 ] | Tableau |
| 1998-1999 | Coupe des nations                                              | Newcastle upon Tyne | Pays de Galles             | 4-6     | Tableau |
| 1998-1999 | Open du pays de Galles                                         | Cardiff             | Mark Williams              | 8-9     | Tableau |
| 1999-2000 | Masters de Thaïlande (2)                                       | Bangkok             | Mark Williams              | 5-9     | Tableau |
| 1999-2000 | Masters d'Irlande (3)                                          | Kill                | John Higgins               | 4-9     | Tableau |
| 2000-2001 | Masters d'Écosse (2)                                           | Motherwell          | Ronnie O'Sullivan          | 6-9     | Tableau |
| 2000-2001 | Masters de Thaïlande (3)                                       | Bangkok             | Ken Doherty                | 3-9     | Tableau |
| 2000-2001 | Masters d'Irlande (4)                                          | Kill                | Ronnie O'Sullivan          | 8-9     | Tableau |
| 2000-2001 | Ligue d'Europe (2)                                             | Inverness           | Ronnie O'Sullivan          | 7-9     | Tableau |
| 2001-2002 | Championnat du monde (2)                                       | Sheffield           | Peter Ebdon                | 17-18   | Tableau |
| 2002-2003 | Masters (3)                                                    | Londres             | Mark Williams              | 4-10    | Tableau |
| 2002-2003 | Open d'Europe (3)                                              | Torquay             | Ronnie O'Sullivan          | 6-9     | Tableau |
| 2003-2004 | Championnat du Royaume-Uni (4)                                 | York                | Matthew Stevens            | 8-10    | Tableau |
| 2004-2005 | Open du pays de Galles (2)                                     | Newport             | Ronnie O'Sullivan          | 8-9     | Tableau |
| 2004-2005 | Open de Chine                                                  | Pékin               | Ding Junhui                | 5-9     | Tableau |
| 2005-2006 | Trophée d'Irlande du Nord                                      | Belfast             | Ding Junhui                | 7-9     | Tableau |
| 2005-2006 | Première ligue                                                 | Manchester          | Ronnie O'Sullivan          | 0-6     | Tableau |
| 2006-2007 | Championnat du Royaume-Uni (5)                                 | York                | Peter Ebdon                | 6-10    | Tableau |